# Јован Куркуас (9. век)
Јован Куркуас ( грч. Ἰωάννης Κουρκούας     ) је био виши византијски војни заповедник који је водио заверу против цара Василија I Македонца .
Јован Куркуас (или Κροκοας, Крокоас код Симеона Логотета, Ђорђа Монаха и других) је први познати члан породице Куркуас .  Презиме је јерменско, што је хеленизација имена „Гурген“, а потичу из Докеје (савремени Токат ) у јерменској теми .  
Јован Куркуас је био командант ( domestikos ) елитног пука Hikanatoi и водио је заверу против цара Василија I Македонца ( в. 867–886 ). Чинили су га најмање 66 чланова Сената и аристократије, укључујући команданта царске гарде, Hetaireia, и истакнути племићи.   Завереници су намеравали да нападну на празник Благовести, али је заверу издао Куркуасов коморник.  Цар је извршио јавно суђење завереницима на цариградском хиподрому осудивши их на батине и присилно шишање ; остале власи су спаљене. Тада је цар предводио празничну литију за празник Благовести, приморавајући заверенике да иза њега марширају голи. Потом су прогнани и њихова имовина је конфискована. 
Извори се разликују у погледу тачног датирања афере, при чему Теофанов Настављач и Јован Скилица (који прати Настављача) стављају је око 877/78, али савремени научници је стављају у 886. Скилица чак даје вођи завере име Роман уместо Јован, али друге хронике јасно приписују ове догађаје Јовану. Скилицин извештај је можда забуна због имена Јовановог сина (вероватно и имена његовог оца).  
Јован је био деда угледног генерала из 10. века Јована Куркуаса .   